# Dirk Wiese (bobeur)
 (avril 2020).
Si vous disposez d'ouvrages ou d'articles de référence ou si vous connaissez des sites web de qualité traitant du thème abordé ici, merci de compléter l'article en donnant les références utiles à sa vérifiabilité et en les liant à la section « Notes et références ».
Dirk Wiese né le 19 janvier 1965  à Winterberg est un ancien bobeur allemand en tant que pilote.

## Carrière
Dirk Wiese est un bobeur allemand qui a concouru dans les années 1990. Il a remporté une médaille d'argent dans l'épreuve à quatre lors des Championnats du monde de la FIBT de 1997 à Saint-Moritz.
Wiese est également onzième dans l'épreuve à deux aux Jeux olympiques d'hiver de Nagano en 1998.
Son meilleur classement en Coupe du monde de bobsleigh est une deuxième place dans l'épreuve à quatre en 1993-1994.

## Palmarès

### Championnats monde
- : médaillé d'argent en bob à 2 aux championnats monde de 1997.